# Livio Zerbini
Livio Zerbini (Sermide, 25 maggio 1962) è uno storico, archeologo, scrittore e divulgatore italiano.

## Biografia
Si è laureato con il massimo dei voti cum laude con una tesi di Epigrafia romana presso l'Università di Ferrara. Successivamente alla laurea si è specializzato in Epigrafia latina presso il Laboratoire d'Archeologie dell'Ecole Normale Supérieure di Parigi e con una Borsa di Studio del Ministero degli Esteri Italiano ha compiuto ricerche sulla storia economica e sociale nelle province pannoniche presso la Sezione Archeologica del Ministero della Cultura Ungherese, l'Università di Budapest e il Museo Nazionale Ungherese.
Nell'anno accademico 1998/1999 ha dato vita presso l'Università di Ferrara al primo Master in Europa sulla Didattica e sulla divulgazione dell'Antichità. Nell'anno 2002 ha conseguito il Dottorato di Ricerca in Storia antica, della durata di quattro anni, presso l'Università di Torun (Polonia).
Dall'anno 1992 è membro dell'A.I.E.G.L. (Association Internationale d'Epigraphie Grecque et Latine) e dall'anno 2008 all'anno 2020 ha fatto parte del Comitato scientifico del Periodico Internazionale di Epigrafia "Epigraphica".
Dall'anno 2007 all'anno 2009 è stato Presidente della Fondazione Copernico dell'Università di Ferrara e dall'anno 2015 all'anno 2020 ha diretto il Se@ - Centro di tecnologie per la comunicazione, l'innovazione e la didattica a distanza - dell'Università di Ferrara.
Ha insegnato in diverse università europee, tra cui la Sorbona (Paris 1 Panthéon). Attualmente Insegna Storia romana e Storia antica all'Università di Ferrara e presso la Scuola di Dottorato dell'Università di Timisoara (Romania).
Nell'anno 2007 ha creato presso l'Università di Ferrara al Laboratorio di studi e ricerche sulle Antiche province Danubiane (LAD), di cui è Direttore, dando vita, con cadenza biennale, Al Convegno Internazionale sulle Province danubiane, che si è tenuto nell'anno 2009 e 2013 a Ferrara, nel 2015 a Vienna (Austria), nel 2017 a Zagabria (Croazia), nel 2019 a Iasi (Romania), nel 2022 a Belgrado e Viminacium (Serbia). La prossima edizione si terrà a Sofia e Vidin (Bulgaria).
Dall'anno 2009 dirige la Missione archeologica italiana ad Apsaros, nell'antica Colchide (Georgia), e dall'anno 2014 dirige la Missione archeologica italiana a Tibiscum (Romania), che rientrano nel novero delle Missioni archeologiche italiane del Ministero degli affari esteri.
Dall'anno 2016 dirige il Black Sea International Centre, con sede a Batumi (Georgia), per lo studio del Mar Nero nell'Antichità, ed è Visiting Research Fellow at CAUA Research Center for International Elderly Education di Shanghai (Cina).
Dall'anno 2022 è membro, in rappresentanza dell'Italia, del Committee dell'A.I.E.G.L. (Association Internationale d'Epigraphie Grecque et Latine) e dall'anno 2010 è membro del Consiglio di Amministrazione e Presidente del Consiglio Pedagogico dell'A.I.U.T.A. (Associazione Internazionale della Università della Terza Età e dell'Educazione Permanente), con sede a Bordeaux (Francia).
Ha collaborato con riviste di divulgazione storica e archeologica come Archeo, Archeologia Viva, BBC History e Medioevo. È stato autore e conduttore della trasmissione radiofonica Akropolis su Radio 24 - Il Sole 24 ORE e Dalla Dacia alla Romania nella trasmissione radiofonica Alle otto della sera di Radio Rai. Ha collaborato, come ospite o consulente scientifico, con trasmissioni televisive, come Stargate. Linea di confine (Telemontecarlo), Mediamente (Rai 3), Archè (RaiUtile), Voyager. Ai confini della conoscenza (Rai 2), Ragazzi c'è Voyager (Rai 2), Ulisse: il piacere della scoperta (Rai 3), Rai News 24, TV2000, Il Tempo e la Storia (Rai 3 e Rai Storia), Sapiens (Rai 3) e Passato e Presente (Rai 3 e Rai Storia).
È autore e regista di documentari (Traianus, 2017).
Nell'anno 2018 è stato insignito della Laurea honoris causa in Storia antica presso l'Università Statale di Batumi (Georgia) per le importanti scoperte archeologiche compiute in Georgia.
Ha ricevuto nell'anno 2006 il Premio e menzione speciale "Giardini Naxos" per la didattica e la divulgazione dell'antichità e nell'anno 2010 ha ricevuto il Premio Internazionale Rubbettino per la diffusione della cultura italiana nel mondo. Nell'anno 2020 ha ricevuto a Roma il Premio Artecom per la Cultura 2022 per la fondazione del Laboratorio di Studi e ricerche sulle Antiche province Danubiane (LAD) e per la rilevanza scientifica degli studi compiuti sull'orizzonte balcano-danubiano in età romana.

## Opere principali
- Sanzeno Antica (con L. Mantovani), Trento, TEMI,1989.
- Demografia, popolamento e società del Delta padano in età romana, Ferrara, Tecom Project, 2002.
- La città romana. Storia e vita quotidiana, Firenze, Giunti Editore, 2005.
- La didattica dell'Antico (con I. Mattozzi), Roma, Aracne Editrice, 2006.
- L' ultima conquista, Roma, Editori Riuniti, 2006.
- La Dacia romana (con R. Ardevan), Soveria Mannelli (Catanzaro), Rubbettino Editore, 2007.
- Starozytne miasto rzymskie. Historia i zycie codzienne, Bellona, Varsavia, 2008.
- Pecunia sua. Munificenza privata ed utilità pubblica nelle città romane delle regiones IX ed XI, Soveria Mannelli (Catanzaro), Rubbettino Editore, 2008.
- L' armatura perduta, Soveria Mannelli (Catanzaro), Rubbettino Editore, 2009.
- Scavi archeologici in Georgia. Rapporto preliminare della I campagna di scavo nella provincia di Aspindza / Archaeological Excavations in Georgia / Preliminary Report of the first set of Excavations in the Province of Aspindza, Soveria Mannelli Catanzaro), Rubbettino, 2010.
- Storia romana. Dal 753 a.C. al 565 d.C. (con Radu Ardevan), Milano, Casa editrice Bruno Mondadori, 2011.
- Exercitus. La grande macchina da guerra della Roma antica, Archeo monografie, 3 (2011).
- Gli Italici nella Dacia romana, Soveria Mannelli (Catanzaro), Rubbettino, 2012.
- I Romani nella Terra del Vello d'Oro: la Colchide e l'Iberia in età romana (con G. Gamkrelidze e T. Todua), Soveria Mannelli, Rubbettino 2012.
- Pompei, Torino, UTET, 2012.
- Scavi archeologici in Georgia. Rapporto preliminare della II campagna di scavo nella provincia di Aspindza / Preliminary Report of the second set of Excavations in the Province of Aspindza, Soveria Mannelli (Catanzaro), Rubbettino, 2012.
- Imperium. Come Roma dominava il mondo. Archeo monografie, 1 (2012).
- I personaggi che hanno fatto grande Roma antica, Roma, Newton Compton Editori, 2013.
- Storia dell’esercito romano, Bologna, Odoya, 2014.
- Le guerre daciche, Bologna, Il Mulino, 2015.
- Roma. Un impero alle radici dell’Europa, Bologna, FMR, 2015.
- Roma. L’Impero e i suoi volti, Bologna, FMR, 2015.
- Le grandi battaglie dell’esercito romano, Bologna, Odoya, 2015.
- Roma Gloriosa. Gli uomini, l’esercito e le battaglie che la resero padrona del mondo, BBC History Dossier, 7 (2016).
- Grandi e piccoli eroi che hanno cambiato la Storia. Le battaglie, i segreti, le imprese di uomini straordinari, Roma, Newton Compton Editori, 2016.
- Fidel Castro. Il Líder Máximo, Roma, Newton Compton Editori, 2016.
- La Sindone. Storia e misteri (con E. Marinelli), Bologna, Odoya, 2017.
- Gli imperatori romani, Bologna, Odoya, 2017.
- Traiano. Storia e segreti, Roma, Newton Compton Editori, 2018.
- Il segreto di Annibale. 218 a.C. Il viaggio che cambiò la storia (con R. Giacobbo), Roma, Rai Eri, 2018.
- Storia romana. Dalle origini al 476 d.C., Milano, Pearson, 2020.
- Traiano, Roma, Salerno Editrice, 2021.
- Traian and the Danubian Provinces. The Political, Economic and Religious Life in the Danubian Provinces. Proceedings of the 4th International Conference on the Roman Danubian Provinces (a cura con D. Tončinić), Zagreb, FF press, 2021.
- Caligola', Roma, Salerno Editrice, 2023.